# Perth, Zahodna Avstralija
Perth je glavno mesto avstralske zvezne države Zahodna Avstralija. Z 1.659.000 prebivalcev velemestnega območja (po oceni iz leta 2009) je po številu prebivalcev največje mesto v Zahodni Avstraliji in četrto največje avstralsko mesto. S svojo lego v odročnem zahodnem delu kontinenta je eno najbolj izoliranih velemest na svetu; najbližje naselje z več kot milijonom prebivalcev je Adelaide v Južni Avstraliji, ki je več kot 2000 km stran.
Mesto so leta 1829 ustanovili britanski kolonisti kot prvo pravo naselbino v zahodnem delu Avstralije in ga poimenovali Perth, verjetno po istoimenskem naselju na Škotskem. Poslovno središče mesta in nekatera predmestja ležijo ob reki Swan blizu obale Indijskega oceana.